# The Opposite of Sex
The Opposite of Sex är en amerikansk långfilm från 1998 i regi av Don Roos, med Christina Ricci, Martin Donovan, Lisa Kudrow och Lyle Lovett i rollerna.

## Handling
Tonåringen Dedee Truitt (Christina Ricci) rymmer hemifrån efter sin fars begravning och flytter ihop med sin halvbror Bill (Martin Donovan), en homosexuell lärare som bor i ett konservativt samhälle i Indiana.
Dedee förför Bills unga älskare Matt (Ivan Sergei) och lurar honom att tro att han gjort henne gravid. Egentligen är fadern till hennes barn hennes före detta pojkvän Randy Cates (William Lee Scott). Dedee och Matt rymmer och Bill och hans vän Lucia (Lisa Kudrow) måste jaga rätt på dom och ställa allt till rätta.

## Rollista
| Christina Ricci   | – Dede Truitt            |
| Martin Donovan    | – Bill Truitt            |
| Lisa Kudrow       | – Lucia DeLury           |
| Lyle Lovett       | – Sheriff Carl Tippett   |
| Johnny Galecki    | – Jason Bock             |
| William Lee Scott | – Randy 'One Ball' Cates |
| Ivan Sergei       | – Matt Mateo             |
| Megan Blake       | – Bobette                |
| Colin Ferguson    | – Tom DeLury             |
| Dan Bucatinsky    | – Timothy                |
| Chauncey Leopardi | – Joe                    |
| Rodney Eastman    | – Ty                     |
| Heather Fairfield | – Jennifer Oakes         |